# The Dukes of Hazzard (filme)
The Dukes of Hazzard (bra: Os Gatões - Uma Nova Balada; prt: Os Três Duques) é um filme estadunidense de 2005, do gênero comédia, dirigido por Jay Chandrasekhar, baseado na série de televisão norte-americana de mesmo nome. O filme é estrelado por Johnny Knoxville, Seann William Scott e Jessica Simpson.
Teve uma prequela de filme para a televisão exibida pela ABC Family lançada em 2007, The Dukes of Hazzard: The Beginning.

## Elenco
- Johnny Knoxville como Luke Duke
- Seann William Scott como Bo Duke
- Jessica Simpson como Daisy Duke
- Burt Reynolds como Jefferson Davis "Boss J.D." Hogg
- Willie Nelson como Jesse Duke
- David Koechner como Cooter Davenport
- M.C. Gainey como Xerife Rosco P. Coltrane
- Lynda Carter como Pauline
- James Roday como Billy Prickett
- Michael Weston como xerife Enos Strate
- Kevin Heffernan como Derek "Sheev" Sheevington
- Nikki Griffin como Katie-Lynn Johnson
- Jacqui Maxwell como Annette
- Alice Greczyn como Laurie Pullman